# Sanctuary (Texas)
Sanctuary é uma cidade  localizada no estado norte-americano de Texas, no Condado de Parker.

## Demografia
Segundo o censo norte-americano de 2000, a sua população era de 256 habitantes.
Em 2006, foi estimada uma população de 293, um aumento de 37 (14.5%).

## Geografia
De acordo com o United States Census Bureau tem uma área de
0,7 km², dos quais 0,7 km² cobertos por terra e 0,0 km² cobertos por água.

## Localidades na vizinhança
O diagrama seguinte representa as localidades num raio de 12 km ao redor de Sanctuary.